# Museu de Ciències Naturals de Granollers

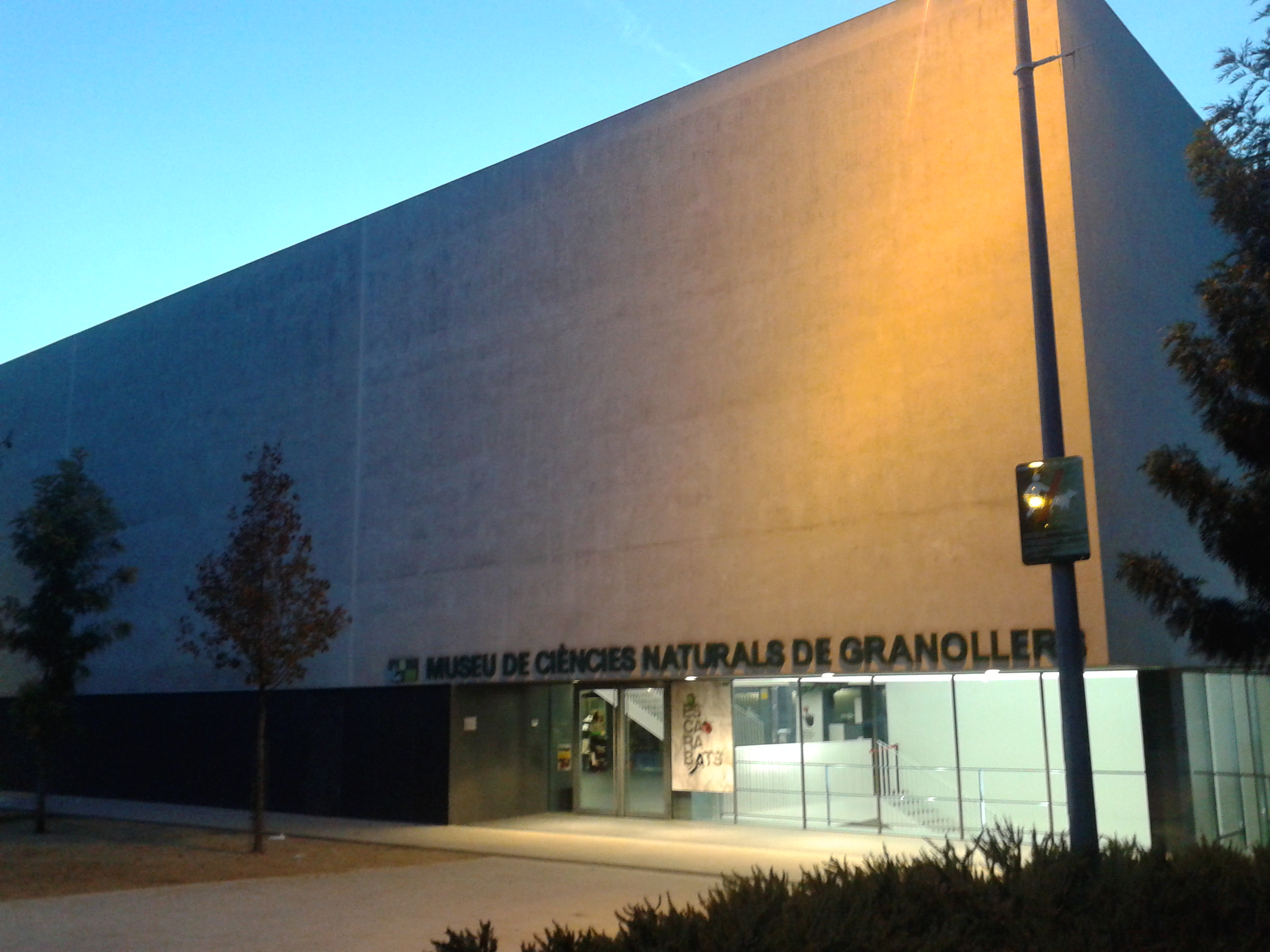
Façana del Museu de Ciències Naturals de Granollers

El Museu de Ciències Naturals de Granollers és un museu d'història natural que s'ubica a Granollers. Té per àmbits temàtics la paleontologia, la geologia, la botànica, la meteorologia i, especialment, la zoologia. Té el seu origen en la creació de l'Àrea de Ciències Naturals del Museu de Granollers, el 1982, i adquirí entitat pròpia el 1987 amb la inauguració de la seu de l'edifici de la Tela, una torre construïda el 1912 per l'arquitecte J. Batlle, de dos pisos i golfes i envoltada per un jardí integrat en el conjunt del Museu tot esdevenint l'escenari actiu d'una petita mostra de comunitats vegetals vallesanes, acompanyades per algunes de les roques més comunes i per alguns animals vius. A més, el Museu és la seu del Centre de Documentació del Parc Natural del Montseny (secció ciències naturals) i del Pla de Seguiment de Ropalòcers de Catalunya, i gestiona l'Estació Meteorològica de Granollers i el Centre d'Educació Ambiental de Can Cabanyes.

## Col·lecció

### Paleontologia
El fons de paleontologia està format per fòssils procedents de la comarca, a més d'alguns representatius de la resta de Catalunya. Destaca el material procedent del jaciment Triàsic del Montseny (250 milions d'anys), amb restes de laberintodonts i de diversos amfibis capitosaures de l'espècie Calmasuchus acri. A més hi ha restes de vertebrats més moderns, com un fragment de maxilar de mastodont i de diferents elefants Paleoloxodon antiquus del Plistocè de Parets del Vallès, Granollers i Canyamars al Maresme.

### Geologia
La secció de geologia està integrada principalment per mostres procedents d'explotacions mineres del Montseny: Gualba, Matagalls i Vallcarca. A més, el jardí de La Tela compta amb una petita col·lecció de grans blocs de les roques més característiques del Vallès Oriental.

### Botànica
Consta de material provinent bàsicament de la comarca del Vallès, i en destaca l'herbari de líquens.

### Zoologia
És la col·lecció més extensa del Museu. En les col·leccions entomològiques destaquen la col·lecció de papallones d'arreu del món i la d'escarabats tropicals, i en les col·leccions de vertebrats té especial rellevància la col·lecció de mamífers, representada sobretot per insectívors i rosegadors de la península Ibèrica.

## Centre de Documentació del Parc Natural del Montseny (secció ciències naturals)
La signatura d'un conveni entre la Diputació de Barcelona i l'Ajuntament de Granollers el 1989 convertí el Museu de Granollers-Ciències Naturals en una de les seus del Centre de Documentació del Parc Natural del Montseny, tot compartint-ne la titularitat amb el Museu Etnològic del Montseny, seu de la secció d'humanitats.
El museu s'ha especialitzat en l'apartat de ciències naturals i gestió de l'espai natural, i compta amb un fons de més de 2.300 documents entre llibres, articles, revistes, fotografies i dibuixos.

## Pla de Seguiment de Ropalòcers de Catalunya
El Pla de Seguiment de Ropalòcers de Catalunya, més conegut amb el nom de Catalan Butterfly Monitoring Scheme és un projecte de seguiment de les poblacions de papallones que té per objectiu conèixer amb precisió els canvis d'abundància de les papallones a partir de la repetició setmanal de censos visuals al llarg de transectes fixos, per tal de relacionar-los posteriorment amb diferents factors ambientals. El projecte s'inicià el 1994 amb 11 estacions de mostratge situades al quadrant nord-est de Catalunya; el 2008 ja comptava amb 70 estacions en bona part de la geografia catalana i les Illes Balears.

## Biblioteca del Museu de Ciències Naturals de Granollers
Des de les darreres guies i manuals de camp fins a llibres d'ornitologia del segle xvi, passant pels llibres de referència bàsica de l'estudi científic de la natura, més de 8.000 volums constitueixen la base de la biblioteca especialitzada en el món natural del Museu de Ciències Naturals de Granollers. La Biblioteca del Museu ofereix un variat catàleg de llibres que tracten de les ciències naturals des de diferents punts de vista, grups taxonòmics, àmbits geogràfics i períodes històrics. Mamífers (en especial petits mamífers i ratpenats), insectes (amb l'accent marcat en les papallones), rèptils, amfibis, una gran col·lecció de llibres d'ocells, botànica, arbres, jardineria, ecologia, parcs naturals, medi ambient, parcs zoològics, geologia, paleontologia, etnologia o història de la ciència són algunes de les temàtiques que podeu trobar a la Biblioteca.
La Biblioteca del Museu també disposa d'un bloc on es publiquen històries relacionades amb els llibres que disposa: http://www.museugranollersciencies.org/ca/museu/biblioteca/

## Estació Metereològica de Granollers
L'Estació Metereològica de Granollers funciona ininterrompudament des de la seva creació, l'any 1950, per part del Museu de Granollers; la seqüència de dades meteorològiques de més de 40 anys, que es guarden a l'arxiu del museu, ha permès d'estudiar amb profunditat el clima de Granollers. L'estació forma part de la xarxa de l'Institut Meteorològic Nacional, del Ministeri de Medi Ambient.

## Centre d'Educació Ambiental de Can Cabanyes

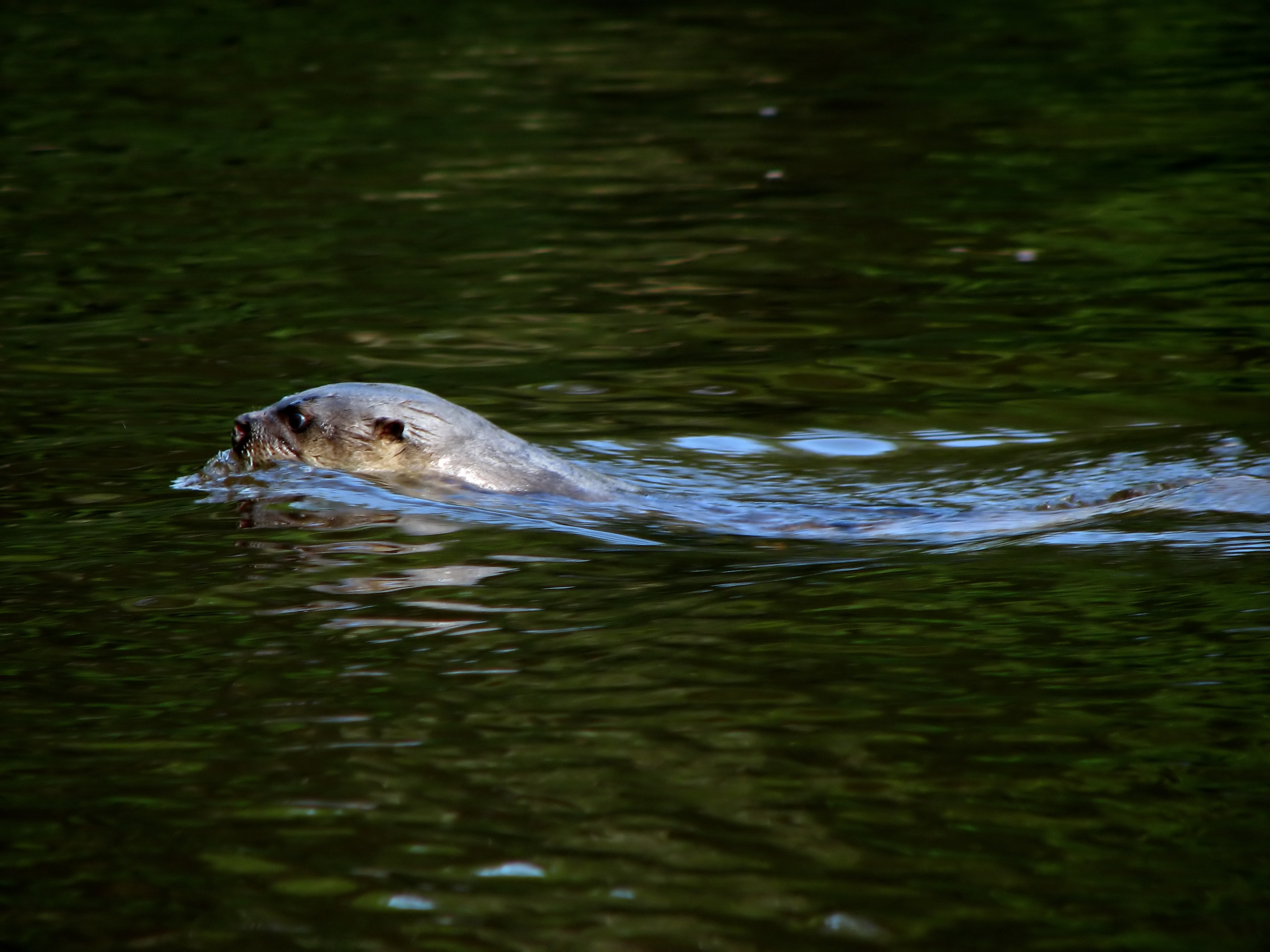
La llúdriga és una de les espècies que es poden trobar a Can Cabanyes

L'espai natural de Can Cabanyes, amb una superfície de 8 ha, està situat al sud del municipi de Granollers, entre la carretera de Montmeló i el marge dret del riu Congost, i pren el nom de la masia que hi havia en aquests terrenys. Els terrenys van ser cedits com a zona verda pel parc industrial de Can Gordi-Can Català, i s'hi han dut a terme actuacions de millora paisatgística i de restauració ambiental, com ara la recuperació dels marges fluvials, la regeneració del bosc existent i la creació d'un aiguamoll artificial, que han permès augmentar la naturalització i la diversitat d'ambients de l'espai de ribera.

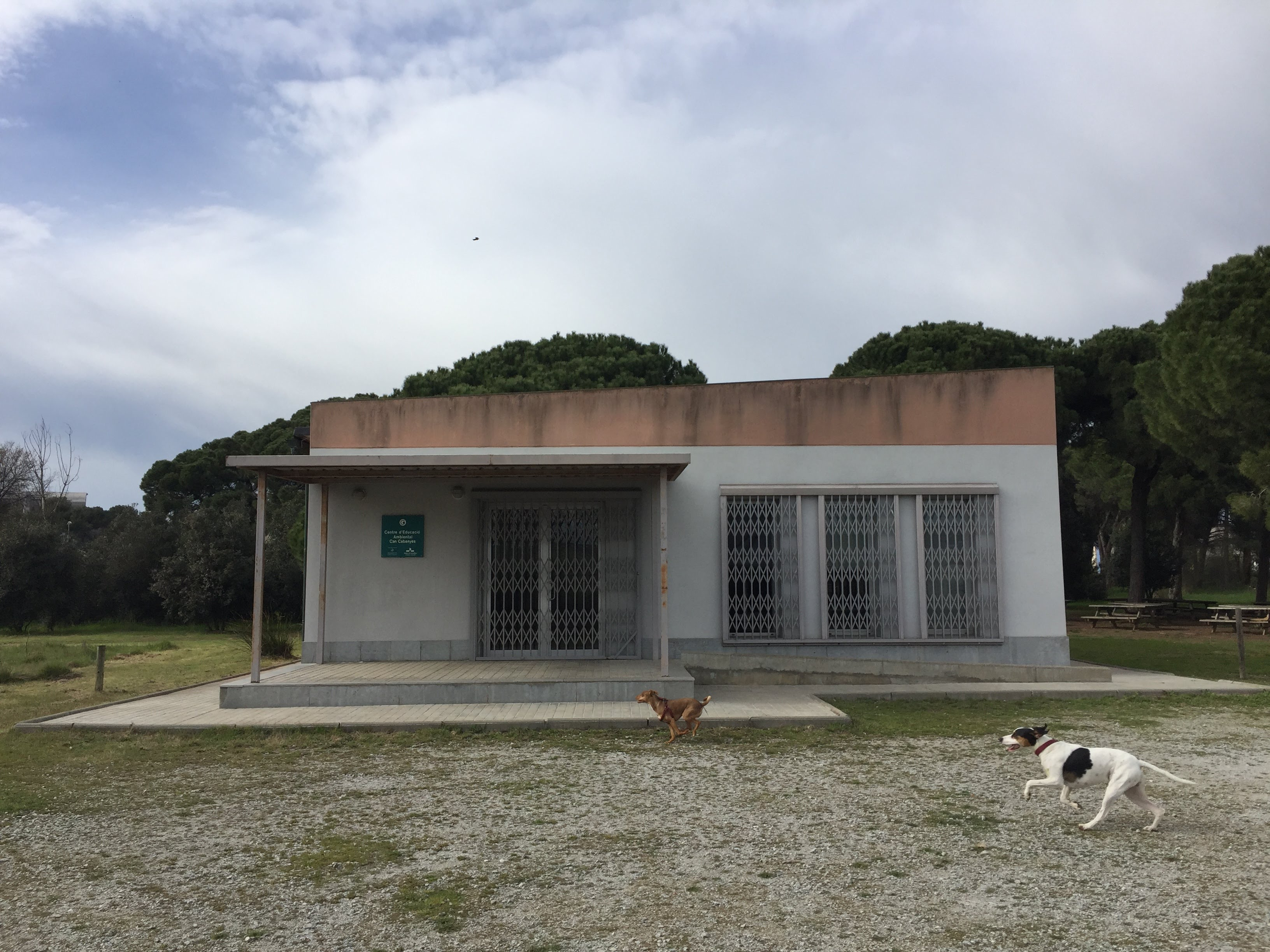
Espai Natural de Can Cabanyes

El Centre d'Educació Ambiental de Can Cabanyes ofereix informació, exposicions i activitats educatives per a escolars i per a grups interessats en el patrimoni natural i és, a més, un laboratori de camp on fer treballs de recerca científica d'ornitologia i en el tractament natural d'aigües residuals i els ecosistemes de ribera.